# Cyathea affinis
Cyathea affinis är en ormbunkeart som först beskrevs av Forst., och fick sitt nu gällande namn av Olof Peter Swartz. Cyathea affinis ingår i släktet Cyathea och familjen Cyatheaceae. Inga underarter finns listade.